# Josef Vonbank
Josef Vonbank (* 17. Jänner 1905 in Außerbraz, Gemeinde Bludenz; † 8. Jänner 1936 in Hohenems) war ein österreichischer Politiker (VF), Landwirt und Schmied. Er war von 1934 bis 1936 Abgeordneter zum Vorarlberger Landtag. 

## Ausbildung und Beruf
Vonbank absolvierte eine Lehre als Schmied und verbrachte mehrere Jahre auf Wanderschaft. Er besuchte zwischen 1927 und 1928 die landwirtschaftliche Berufsschule Mehrerau in Bregenz und war in der Folge als Landwirt tätig.

## Politik und Funktionen
Vonbank wurde 1933 Mitglied der Gemeindevertretung Bludenz und wirkte von 1933 bis 1935 als Fraktionsvorsteher von Außerbraz. Er wurde 1934 als Standesvertreter des Berufsstandes Land- und Forstwirtschaft vom Vorarlberger Landeshauptmann zum Mitglied des Ständischen Landtags berufen und gehörte diesem während der Zeit des Ständestaates bzw. des Austrofaschismus vom 14. November 1934 bis zu seinem Tod an. Während seiner Zeit als Landtagsabgeordneter gehörte er im Sitzungsjahr 1934/35 zudem dem Landwirtschaftlichen Ausschuss als Mitglied an. 
Vonbank war Mitglied des Vorarlberger Bauernbundes und wirkte als Orts- und Bezirksobmann des Bauernbundes, ab 1933 war er zudem Obmann des Innerländer Bauernbundes. Des Weiteren engagierte er sich als Mitglied der Vaterländischen Front von Vorarlberg und hatte dort 1934 die Funktion des Ortsgruppenleiters von Braz inne. Des Weiteren war er Mitglied der Heimatwehr und als Mitglied des Brazer Reichsbundes aktiv.

## Privates
Josef Vonbank war der Sohn von Josef Alois Gebhard Vonbank (1868–1937) und dessen Gattin Maria Ludwina Burtscher (1870–1954), wobei seine Eltern in Braz geboren wurden. Er heiratete am 4. November 1935 in Braz Anna Karolina Hildegard Hillbrand (1909–1977), 1936 wurde sein Sohn geboren. Nachdem Josef Vonbank 1936 im Krankenhaus Hohenems verstorben war, heiratete seine Witwe 1937 den späteren Landeshauptmann Ulrich Ilg, welcher in der Folge auch seinen Sohn, Josef Vonbank junior, bei sich aufnahm. Josef Vonbank war der Bruder des späteren Landtagsabgeordneten Karl Vonbank.